# Ramesh Mehta (Schauspieler)
Ramesh Mehta (Gujarati: રમેશ મહેતા; * 23. Juni 1934 in Navagam, Gondal; † 11. Mai 2012 in Rajkot, Gujarat) war ein indischer Filmschauspieler und Drehbuchautor (Dialogautor) des Gujarati-Films.

## Leben
Mehta wurde im Dorf Navagam bei Gondal auf der Halbinsel Kathiawar als Sohn von Girdharlal Bhimji Mehta geboren. Ohne Schulabschluss begann er an kleinen örtlichen Theatern zu arbeiten und Anfang der 1950er Jahre ging er nach Bombay, wo er als Beleuchter arbeitete und eine kurze Theaterausbildung absolvierte. Danach verdiente er sich als Schreiber kleiner Stücke sein Geld.
Sein erstes Drehbuch verfasste er für den Film Hastamelap (1969) von Jasubhai Trivedi. Weitere Arbeiten als Dialogautor verfasste er für Jesal Toral (1971), Raja Bharathari (1973), Ghunghat (1974) und Hothal Padamani (1974). Mit der Zeit erhielt Mehta selbst Nebenrollen als Komiker. Seinen schauspielerischen Durchbruch hatte er in Ravindra Daves Jesal Toral (1971), einer erfolgreichen Neuverfilmung einer Legende aus der Region Kachchh in Eastmancolor. Als Filmkomiker gehörte Ramesh Mehta neben Upendra Trivedi zu den bekanntesten Darstellern des Gujarati-Films. In Gujarati-Produktionen der 1970er- und 1980er-Jahre trat er auch häufig neben Arvind Trivedi, Manjaree Desai, Rajnibala und Kalpana Divan auf.